# Kolda (região)
Kolda é uma das catorze regiões que dividem o Senegal.
Fica situada na Alta Casamansa, fazendo fronteira a sul com a Guiné-Bissau.

## Departamentos
A região de Kolda está dividida em três departamentos:
- Kolda
- Médina Yoro Foulah
- Vélingara

Em agosto de 2008 o departamento de Sédhiou passou a constituir uma região administrativa separada.

## Demografia
| População da região de Kolda (2008–2015) | População da região de Kolda (2008–2015) | População da região de Kolda (2008–2015) | População da região de Kolda (2008–2015) | População da região de Kolda (2008–2015) | População da região de Kolda (2008–2015) | População da região de Kolda (2008–2015) | População da região de Kolda (2008–2015) |
| ---------------------------------------- | ---------------------------------------- | ---------------------------------------- | ---------------------------------------- | ---------------------------------------- | ---------------------------------------- | ---------------------------------------- | ---------------------------------------- |
| 2008                                     | 2009                                     | 2010                                     | 2011                                     | 2012                                     | 2013                                     | 2014                                     | 2015                                     |
| 569.715                                  | 585.159                                  | 603.961                                  | 620.013                                  | 638.315                                  | 655.691                                  | 673.347                                  | 691.262                                  |